# Pacambocythere semifacta
Pacambocythere semifacta is een mosselkreeftjessoort uit de familie van de Trachyleberididae. De wetenschappelijke naam van de soort is voor het eerst geldig gepubliceerd in 1982 door Malz.